# James McQuilkin
James Robbie Leonard McQuilkin (* 9. ledna 1989) je severoirský fotbalový záložník, momentálně bez angažmá.

## Klubová kariéra
McQuilkin prošel všemi mládežnickými týmy ve West Bromwich Albion a v sezoně 2006/07 jednou nastoupil za rezervní tým tohoto klubu z Birminghamu. Ve věku 16 let a 181 dní debutoval v prvním mužstvu Albionu, stalo se tak 9. července 2005 v přátelském zapase na půdě Telfordu United.
V srpnu 2007 přestoupil do FC Tescoma Zlín, kontakt navázal trenér starších dorostenců a šéftrenér mládeže Tescomy Jiří Chytrý.
Podzim sezóny 2007/08 odehrál v B-týmu působícím v Moravskoslezské fotbalové lize. V devíti zápasech nevstřelil žádný gól. McQuilkin byl v lednu 2008 zařazen do ligového kádru, debut v Gambrinus lize si odbyl 8. března 2008 v domácím zápase Tescomy proti Viktorii Plzeň, když v 69. minutě utkáni střídal Jana Krause.

## Reprezentační kariéra
Reprezentoval Severní Irsko v kategorii U17, U19 a U21.